# 하코타테 신칸센 차량 센터
하코다테 신칸센 차량 센터(일본어: 函館新幹線総合車両所)는 일본 가메다 군 나나에정 호쿠토시에 있는 신칸센 차량 사업소이다. 일본 고속 철도 신칸센을 운행하는 신칸센 H5계 전동차의 정비 및 관리를 담당한다.

## 업무
- 신칸센 H5계 전동차 중정비 및 관리